# Kevin Trapp
Kevin Trapp (Merzig, 1990. július 8. –) német válogatott labdarúgó, a Paris játékosa.

## Sikerei, díjai

### Klub
- 1. FC Kaiserslautern
  - Bundesliga 2: 2009-10

- Paris Saint-Germain
  - Francia bajnok: 2015-16, 2017-18
  - Francia kupa:2015-16, 2016-17, 2017-18
  - Francia szuperkupa: 2015, 2016, 2017, 2018, 2019
  - Francia ligakupa: 2015-16, 2016-17, 2017-18

- Eintracht Frankfurt
  - Európa-liga: 2021–22

### Válogatott
- Németország:
  - Konföderációs kupa: 2017

### Egyéni
- Európa-liga – A szezon csapatának tagja: 2018–19,[2] 2021–22[3]
- Bundesliga – A szezon csapatának tagja: 2018–19[4]